# Abgeschlossene Abbildung
Abgeschlossene Abbildungen werden im mathematischen Teilgebiet der Topologie betrachtet. Es handelt sich um Abbildungen zwischen zwei topologischen Räumen, die abgeschlossene Mengen wieder auf abgeschlossene Mengen abbilden.

## Definition
Sei {\displaystyle f\colon X\rightarrow Y} eine Abbildung zwischen den topologischen Räumen {\displaystyle X} und {\displaystyle Y}. {\displaystyle f} heißt abgeschlossen, wenn für jede abgeschlossene Menge {\displaystyle A\subset X} auch die Bildmenge {\displaystyle f(A)\subset Y} abgeschlossen ist.

## Beispiele
- Jede stetige Abbildung {\displaystyle f\colon [a,b]\rightarrow \mathbb {R} } von einem beschränkten, abgeschlossenen Intervall in die reellen Zahlen ist abgeschlossen. Auf unbeschränkten Intervallen gilt das nicht, so ist zum Beispiel die stetige Arkustangens-Funktion {\displaystyle \mathrm {arctan} \colon \mathbb {R} \rightarrow \mathbb {R} } nicht abgeschlossen, denn {\displaystyle A=[0,\infty )\subset \mathbb {R} } ist abgeschlossen, aber die Bildmenge {\displaystyle \textstyle \mathrm {arctan} (A)=[0,{\frac {\pi }{2}})\subset \mathbb {R} } ist nicht abgeschlossen.
- Allgemeiner ist jede stetige Abbildung {\displaystyle f\colon X\rightarrow Y} von einem kompakten Raum {\displaystyle X} in einen Hausdorffraum {\displaystyle Y} abgeschlossen. Ist nämlich {\displaystyle A\subset X} abgeschlossen, so ist {\displaystyle A} als abgeschlossene Teilmenge eines kompakten Raums kompakt und daher ist auch das Bild {\displaystyle f(A)} kompakt. Als kompakte Teilmenge eines Hausdorffraums ist {\displaystyle f(A)} abgeschlossen.
- Homöomorphismen sind abgeschlossen. Genauer gilt, dass eine bijektive Abbildung {\displaystyle f\colon X\rightarrow Y} zwischen topologischen Räumen genau dann ein Homöomorphismus ist, wenn {\displaystyle f} stetig und abgeschlossen ist.[4][5]
- Eigentliche Abbildungen sind abgeschlossen. Genauer ist eine stetige Abbildung {\displaystyle f\colon X\rightarrow Y} genau dann eigentlich, wenn sie abgeschlossen ist und {\displaystyle f^{-1}(\{y\})\subset X} kompakt ist für jedes {\displaystyle y\in f(X)}.[6]
- Offene Abbildungen müssen nicht abgeschlossen sein. Die Abbildung  {\displaystyle f\colon \mathbb {R} ^{2}\to \mathbb {R} ,\,(s,t)\mapsto s} ist offen, die Bildmenge der abgeschlossenen Menge {\displaystyle \{(s,t)\colon s\geq 0,st\geq 1\}} ist die nicht-abgeschlossene Menge {\displaystyle (0,\infty )}.[7] Umgekehrt müssen abgeschlossene Abbildungen nicht offen sein, wie das Beispiel einer konstanten Abbildung zeigt.

## Eigenschaften
- Kompositionen abgeschlossener Abbildungen sind wieder abgeschlossen.
- Sei {\displaystyle f\colon X\rightarrow Y} eine abgeschlossene Abbildung, {\displaystyle B\subset Y} und es sei {\displaystyle f^{-1}(B)\subset X} offen. Dann ist {\displaystyle B} offen.[8]
- Eine Abbildung {\displaystyle f\colon X\rightarrow Y} zwischen topologischen Räumen ist genau dann abgeschlossen, falls {\displaystyle f({\overline {A}})\supset {\overline {f(A)}}} für alle Teilmengen {\displaystyle A\subset X}.[9]

## Abgrenzung
In der Funktionalanalysis betrachtet man sogenannte abgeschlossene Operatoren {\displaystyle T\colon X\rightarrow Y} zwischen topologischen Vektorräumen {\displaystyle X} und {\displaystyle Y}, das sind solche linearen Operatoren, deren Graph eine abgeschlossene Menge im Produktraum {\displaystyle X\times Y} ist. Das darf nicht mit dem oben betrachteten Begriff der abgeschlossenen Abbildung zwischen topologischen Räumen verwechselt werden. So ist zum Beispiel die Inklusionsabbildung {\displaystyle \iota \colon \ell ^{1}\rightarrow \ell ^{\infty }} der Folgenräume mit ihren üblichen Normtopologien als stetiger, linearer Operator sicher abgeschlossen, aber es handelt sich nicht um eine abgeschlossene Abbildung zwischen den zugehörigen topologischen Räumen, denn {\displaystyle A=\ell ^{1}\subset \ell ^{1}} ist abgeschlossen, aber das Bild {\displaystyle \iota (A)\subset \ell ^{\infty }} ist nicht abgeschlossen.